# Haystack Rock
Haystack Rock est un stack de basalte de 72 mètres de hauteur sur le territoire de Cannon Beach dans le comté de Clatsop, sur la côte nord-ouest de l'Oregon aux États-Unis.

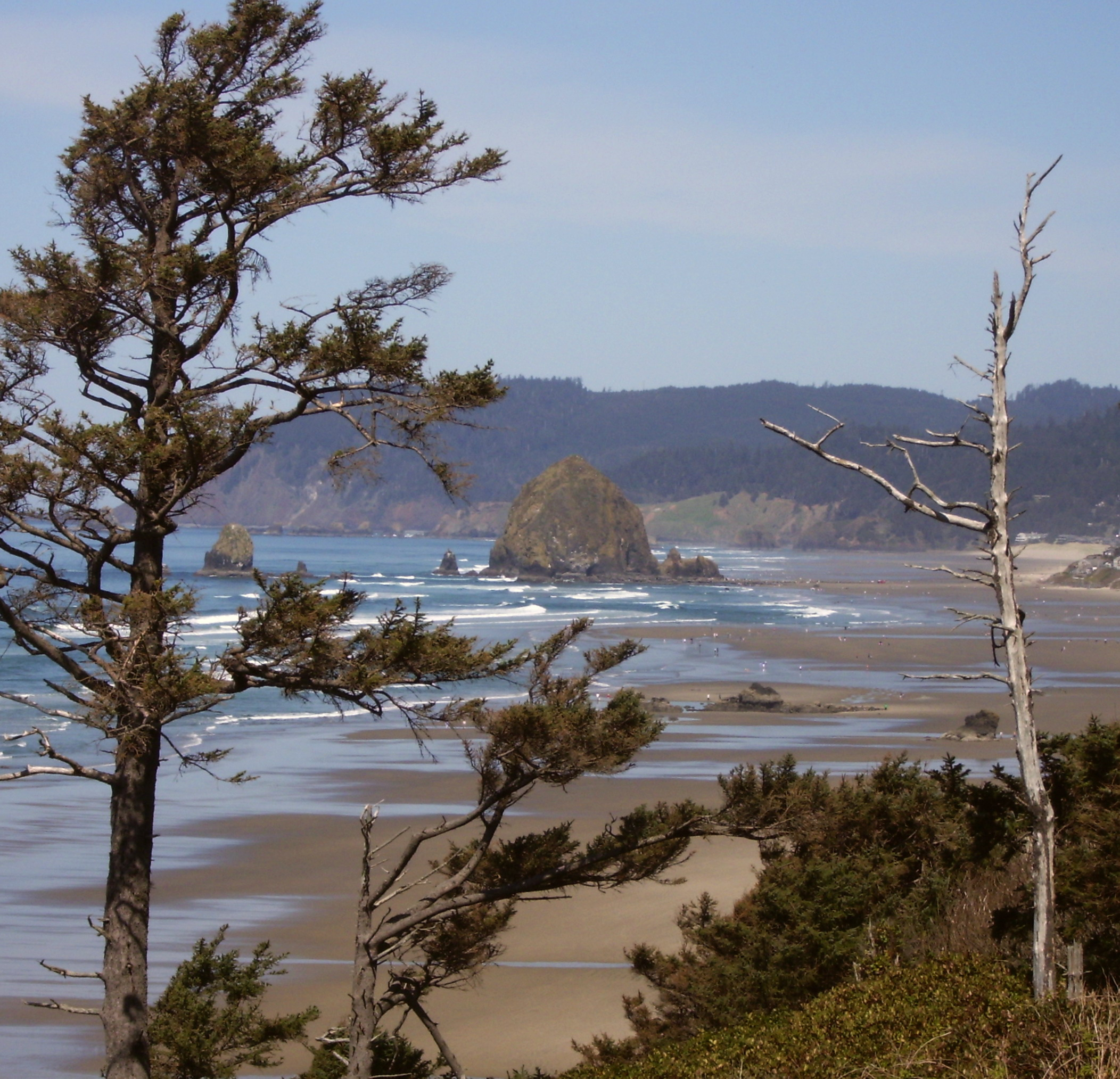
Haystack Rock vu depuis la route.

Il est réputé, localement, pour être la troisième plus haute structure dans le monde située en zone de marnage. Site touristique populaire du  Tolovana Beach State Recreation Site, ce monolithe est accessible à pied à marée basse.
Ses cavités abritent des organismes marins variés, piégés à marée basse dans de nombreuses mares résiduelles : étoiles, anémones et limaces de mer, crabes, chitons, patelles et toutes sortes d'autres coquillages.
Il est aussi un refuge pour de nombreux oiseaux marins, comme les sternes et les macareux.

Panorama de Haystack Rock.

Il a servi de toile de fond au film Les Goonies (1985) et a également été vu en arrière-plan dans le film Un flic à la maternelle (1990).